# توباجون
توباجون أو بلدية توباجون (بالتاغالوغية: Bayan ng Tubajon)‏، هي بلدة تقع في مقاطعة جزر ديناغات، الفلبين. يبلغ عدد سكانها 8119 نسمة حسب احصاء 2020.

## التقسيم
تنقسم المدينة سياسياً إلى 9 مناطق.
- دياز
- إيميلدا
- مابيني
- ماليناو
- نافارو
- روكساس
- سان روكي (بوبلاسيون)
- سان فيسينتي (بوبلاسيون)
- سانتا كروز (بوبلاسيون)

## المناخ
| البيانات المناخية لـبلدية توباجون | البيانات المناخية لـبلدية توباجون | البيانات المناخية لـبلدية توباجون | البيانات المناخية لـبلدية توباجون | البيانات المناخية لـبلدية توباجون | البيانات المناخية لـبلدية توباجون | البيانات المناخية لـبلدية توباجون | البيانات المناخية لـبلدية توباجون | البيانات المناخية لـبلدية توباجون | البيانات المناخية لـبلدية توباجون | البيانات المناخية لـبلدية توباجون | البيانات المناخية لـبلدية توباجون | البيانات المناخية لـبلدية توباجون | البيانات المناخية لـبلدية توباجون |
| الشهر                             | يناير                             | فبراير                            | مارس                              | أبريل                             | مايو                              | يونيو                             | يوليو                             | أغسطس                             | سبتمبر                            | أكتوبر                            | نوفمبر                            | ديسمبر                            | المعدل السنوي                     |
| --------------------------------- | --------------------------------- | --------------------------------- | --------------------------------- | --------------------------------- | --------------------------------- | --------------------------------- | --------------------------------- | --------------------------------- | --------------------------------- | --------------------------------- | --------------------------------- | --------------------------------- | --------------------------------- |
| متوسط درجة الحرارة الكبرى °م (°ف) | 27 (81)                           | 27 (81)                           | 28 (82)                           | 29 (84)                           | 29 (84)                           | 29 (84)                           | 29 (84)                           | 29 (84)                           | 29 (84)                           | 29 (84)                           | 28 (82)                           | 27 (81)                           | 28 (83)                           |
| متوسط درجة الحرارة الصغرى °م (°ف) | 22 (72)                           | 22 (72)                           | 22 (72)                           | 23 (73)                           | 24 (75)                           | 24 (75)                           | 24 (75)                           | 24 (75)                           | 24 (75)                           | 24 (75)                           | 24 (75)                           | 23 (73)                           | 23 (74)                           |
| الهطول مم (إنش)                   | 210 (8.3)                         | 161 (6.3)                         | 123 (4.8)                         | 85 (3.3)                          | 148 (5.8)                         | 186 (7.3)                         | 164 (6.5)                         | 157 (6.2)                         | 141 (5.6)                         | 190 (7.5)                         | 223 (8.8)                         | 200 (7.9)                         | 1٬988 (78.3)                      |
| متوسط الأيام الممطرة              | 21.0                              | 16.8                              | 18.5                              | 18.2                              | 24.9                              | 27.7                              | 28.4                              | 27.0                              | 26.1                              | 27.6                              | 24.6                              | 22.0                              | 282.8                             |
| المصدر: Meteoblue                 |                                   |                                   |                                   |                                   |                                   |                                   |                                   |                                   |                                   |                                   |                                   |                                   |                                   |